# King Lear (singolo)
King Lear è un singolo del rapper italiano Kid Yugi, pubblicato il 17 giugno 2022 come quarto estratto dall'album in studio The Globe. Contiene la partecipazione del rapper Sosa Priority.

## Video musicale
Il video, reso disponibile il giorno dell'uscita del singolo sul canale YouTube del rapper, è stato diretto da Filippo Andronaco e prodotto da Carlo Bartolomucci. Due anni dopo l'uscita il video ha raggiunto le 740 000 visualizzazioni.

## Tracce
Testi di Francesco Stasi e Roberto Danculea, musiche di Edoardo di Fazio.
1. King Lear – 2:31